# Florent Urani
Florent Urani (3 de agosto de 1990) es un deportista francés que compitió en judo. En los Juegos Europeos de Bakú 2015 consiguió una medalla de oro en la prueba por equipo.

## Palmarés internacional
| Juegos Europeos | Juegos Europeos   | Juegos Europeos | Juegos Europeos |
| Año             | Lugar             | Medalla         | Categoría       |
| --------------- | ----------------- | --------------- | --------------- |
| 2015            | Bakú (Azerbaiyán) | Medalla de oro  | Equipo          |